# Micpe Elot
Micpe Elot (hebrejsky מצפה אלות‎ nebo מצפה אילות‎) je vrch o nadmořské výšce 368 metrů v severním Izraeli, v Dolní Galileji.
Leží cca 12 kilometrů jihozápadně od centra města Tiberias. Jde o nejvyšší bod masivu Har Javne'el, který v délce několika kilometrů dominuje západní straně údolí Bik'at Javne'el, kam terén prudce klesá na severovýchodní straně. Směrem k východu se pak svahy prudce propadají do údolí řeky Jordán. Na západní straně terén jen zvolna klesá skrz plochou, odlesněnou, zemědělsky využívanou a řídce osídlenou krajinu směrem k obci Kfar Tavor. Tímto směrem stéká i vádí Nachal Ulam. Na vrcholu Micpe Elot se nachází turisticky využívaná ale neudržovaná vyhlídková terasa. Místní lidé ji nazývají he-Chalilit (החללית‎, raketa) podle jejího tvaru. Byla tu zbudována z iniciativy obyvatel kibucu Afikim v údolí Jordánu. Na jihozápadní straně na Micpe Elot navazuje vyvýšená planina Ramat Sirin, přičemž někdy bývají obě pojmenování používána zaměnitelně. Na oficiálních mapách figuruje jen označení Micpe Elot, ale v případě Micpe Elot jde spíše jen o dílčí vrcholek na severním okraji širšího areálu planiny Ramat Sirin.